# North American Aviation
North American Aviation — американська авіабудівна компанія, відома завдяки створенню таких легендарних літаків, як T-6 Texan, P-51 Mustang, F-86 Sabre, бомбардувальника часів Другої світової B-25 Mitchell та стратегічного надзвукового бомбардувальника-ракетоносця з максимальною швидкістю понад 3000 км/год XB-70 Valkyrie та інших.

## Історія

### Ранні роки
Компанію заснував Клемент Мелвілл Кіз (Clement Melville Keys) 6 грудня 1928 року. Крім North American Aviation, він також став засновником багатьох інших компаній, зокрема Curtiss-Wright, China National Aviation Corporation та TWA. Передбачалось, що компанія стане холдингом, що об'єднає ряд інших активів. Однак у 1934 році було прийнято так званий Air Mail Act, який забороняв подібні об'єднання. Після цього North American Aviation перетворилась на виробничу компанію, хоча до 1938 року в її складі залишався підрозділ, який займався авіаперевезеннями — Eastern Air Lines.
У 1933 році контрольний пакет NAA отримала корпорація General Motors. North American Aviation було об'єднано з авіабудівним підрозділом GM, але збережено оригінальну назву.
Спочатку виробництво компанії знаходилось у місті Дандалк (Dundalk) штату Меріленд, однак згодом його перенесли до Лос-Анжелесу.
Першими машинами компанії стали розвідувальні літаки O-47 та BT-9.

### Друга світова війна

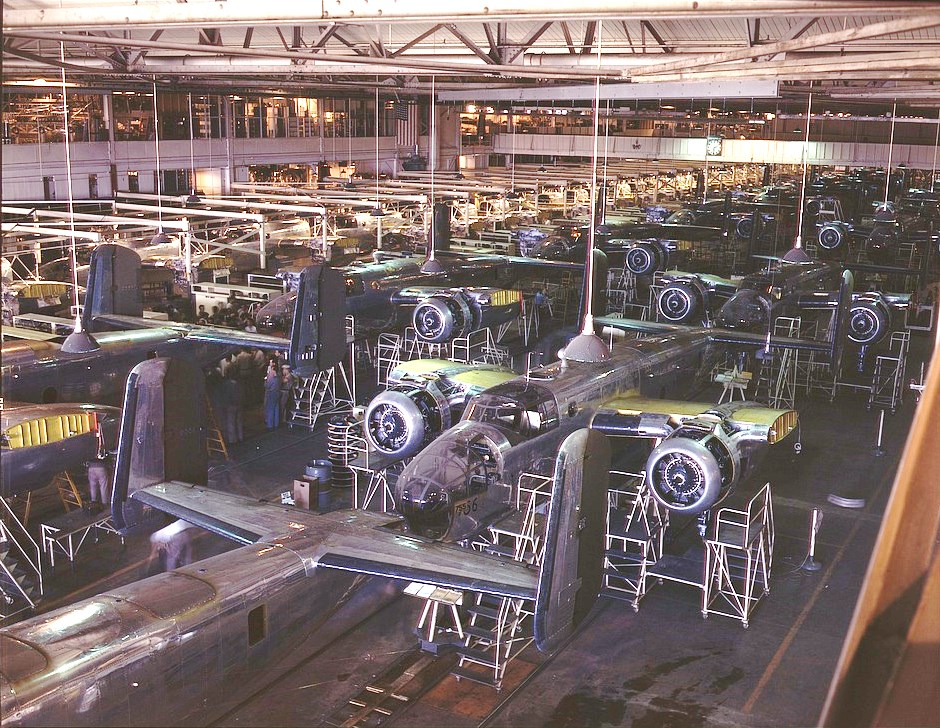
Цех, у якому збирали бомбардувальники North American B-25 Mitchell на заводі компанії в Інглвуді, Каліфорнія, жовтень 1942.

Готуючись до війни, у 1940 році North American відкрили нові фабрики у Колумбусі, Далласі та Канзасі.
У 1937 році з'явився BC-1 — перший бойовий літак США, згодом його стали використовувати як навчально-тренувальний з індексом T-6. В цілому було виготовлено більше 15000 літаків цієї моделі.
19 серпня 1940 року відбувся перший політ бомбардувальника B-25 Mitchell, всього було випущено майже 10000 таких машин.
Іншими успішними літаками North American Aviation стали винищувач P-51 Mustang та виготовлений на його основі пікіруючий бомбардувальник A-36 Apache.

### Повоєнні роки
Після війни число замовлень різко зменшилось. Станом на серпень 1945 компанія мала виготовити 8000 літаків, а через півроку було замовлено лише 24. Відповідно довелось зменшити кількість робітників, з 91000 до 5000 у 1946 році.
Тим не менше, розробка нових літаків продовжувалась. У 1947 році з'явився B-45 Tornado — перший в світі реактивний бомбардувальник, що міг дозаправлятись у повітрі.
У 1948 році North American Aviation стала відкритою публічною компанією.
25 травня 1953 року здійснив перший політ F-100 Super Sabre. Згодом цей літак став першим надзвуковим винищувачем у США, всього було виготовлено 2294 таких машини.

### Космічна програма

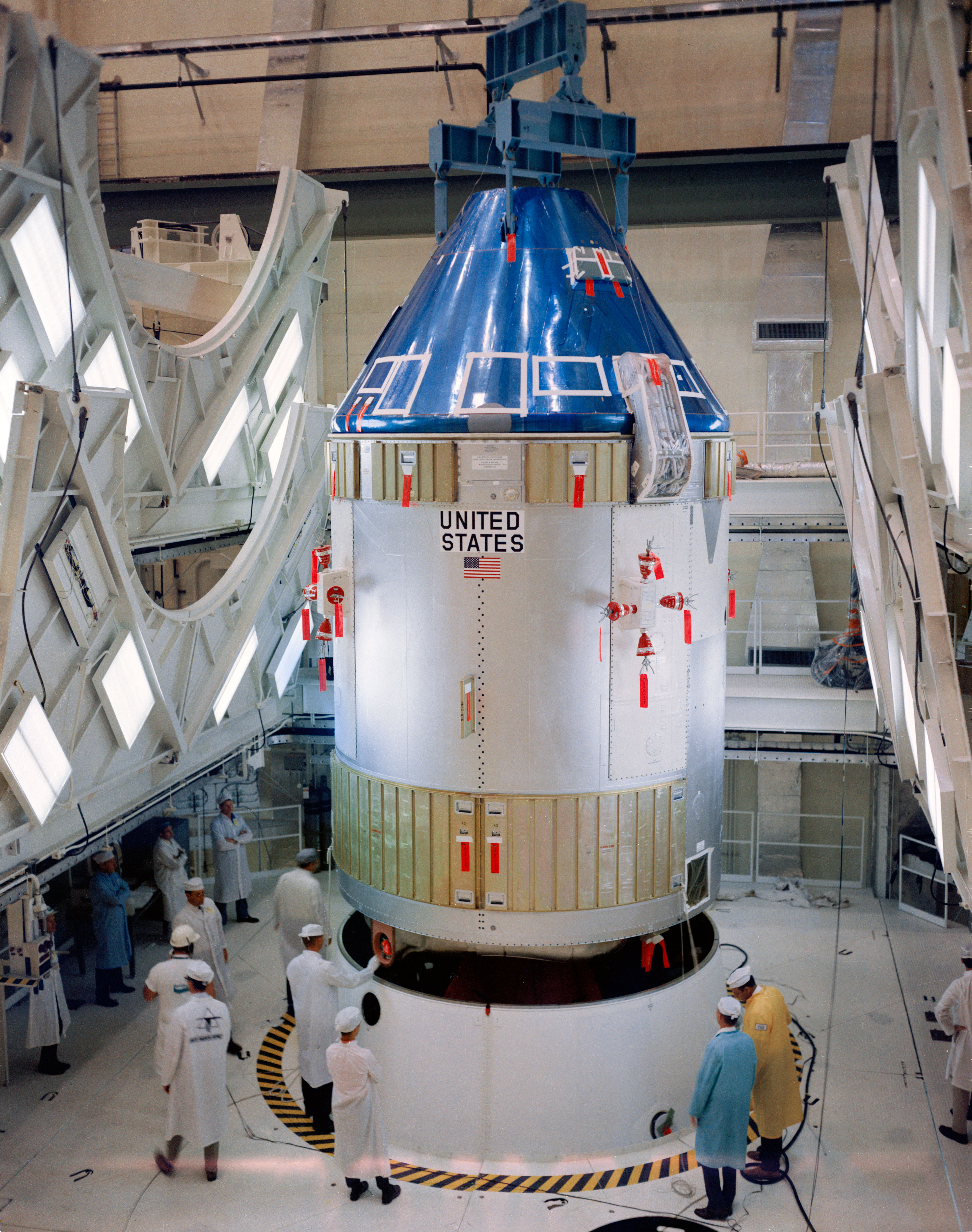
Космічний корабель North American Apollo готують до місії Аполлон-7

У 1954 тодішній директор компанії Джон Етвуд (John Atwood) ухвалив рішення про диверсифікацію виробництва. З'явились окремі підрозділи, які виготовляли навігаційне обладнання для ракет, ракетні двигуни, електроніку та космічні програми. Через рік було засновано підрозділ, що згодом перетворився на Rocketdyne — компанію, що спеціалізувалась на виготовленні двигунів ракет. Цей підрозділ брав участь у розробці ракет Redstone, Jupiter, Thor, Delta, та Atlas.
У 1961 компанія виграла контракт на виготовлення обладнання для космічної програми Аполлон.

### Поглинання
У березні 1967 North American Aviation було об'єднано з Rockwell, нова компанія отримала назву North American Rockwell. У 1973 її перейменували у Rockwell International, а підрозділ, що займався аерокосмічними розробками, став називатись North American Aircraft Operations.
З 1973 року компанія брала участь у розробці Спейс Шаттл.
В грудні 1996 Rockwell продали всі авіакосмічні та оборонні підрозділи корпорації Боїнг. Спочатку нове об'єднання називалось Boeing North American, але згодом його було інтегровано у Boeing Defense, Space & Security — відділення Боїнг, яке займалось відповідною діяльністю.

## Продукція

### Визначні літаки
- North American T-6 Texan
- North American P-51 Mustang
- North American B-25 Mitchell
- North American B-45 Tornado
- North American F-86 Sabre
- North American F-100 Super Sabre
- North American Rockwell OV-10 Bronco
- North American XB-70 Valkyrie

### Космічні апарати
- Командний/службовий відсіки Аполлона
- Skylab Rescue

### Ракети
- AGM-28 Hound Dog
- SM-64 Navaho
- Little Joe та Little Joe II